# カタジナ・ラジヴィウ

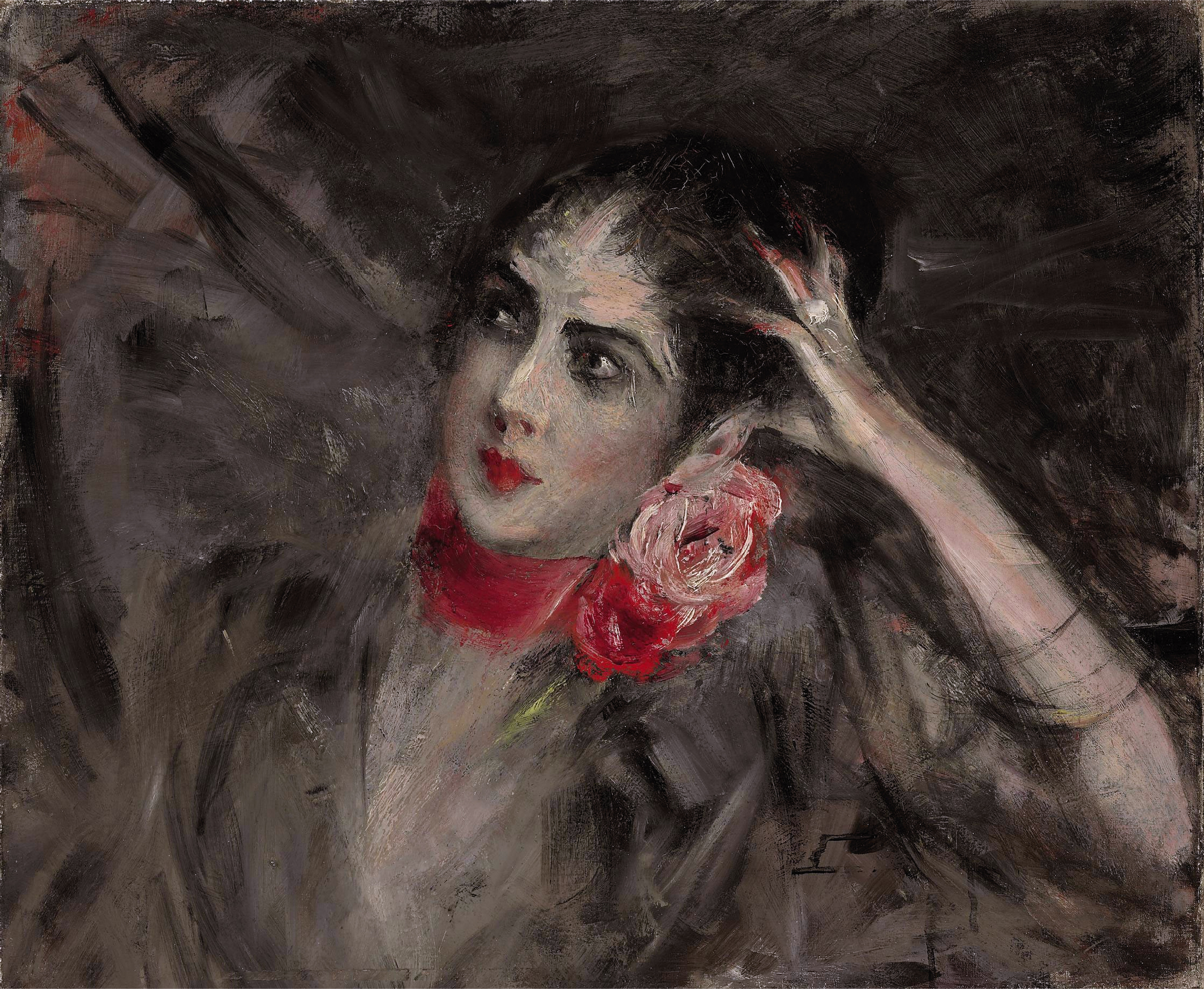
『カタジナ・ラジヴィウ公爵夫人の肖像』、ジョヴァンニ・ボルディーニ作

カタジナ・ラジヴィウォヴァまたはエカテリーナ・ラジヴィル（ポーランド語: Katarzyna Radziwiłłowa; ロシア語: Екатерина Радзивилл, ラテン文字転写: Ekaterina Radzivill; 1858年3月30日 - 1941年5月12日）は、ポーランド・リトアニアの貴族、著作家。公爵夫人。

## 生涯
ロシア帝国のポーランド人将軍であったアダム・ジェヴスキ伯爵の娘として生まれた。叔母に小説家オノレ・ド・バルザックと結婚したエヴェリーナ・ハンスカ伯爵夫人がいる。1873年10月26日、15歳でヴィルヘルム・アダム・ラジヴィウ公爵と結婚し、彼の家族が住むベルリンに居を移した。1884年、カタジナは「パウル・ヴァシーリー」のペンネームでドイツ皇帝ヴィルヘルム2世のゴシップについての本を執筆、出版した。
カタジナはイギリス生まれの南アフリカの政治家セシル・ローズをつけ回したあげくに求婚したが、彼に拒否された。これに復讐しようと約束手形を捏造してローズに負債を負わせようとしたが結局、公爵夫人はローズの署名を捏造したことが有罪となり、南アフリカの刑務所に収監された。
カタジナはまた反ユダヤ主義の偽書「シオン賢者の議定書」の歴史に重要な役割を果たした。1921年、彼女はニューヨークで講演を行った際、以下のような発言をした。議定書は1904年から1905年にかけて、パリにおけるロシア秘密諜報機関の責任者ピョートル・ラチコフスキーの指示により、ジャーナリストのマトヴェイ・ゴロヴィンスキーとマナセーヴィチ＝マヌイロフが執筆した。そしてゴロヴィンスキーは有名な反ユダヤ主義者モーリス・ジョリーの息子シャルル・ジョリーと共に「フィガロ」紙で勤務していた、というものである。しかしこの証言は、既に1903年に議定書の短縮版を掲載していた「ズナーミャ」紙が発行されていたことを考えると、議定書成立に関するタイムラインと矛盾している。さらに1902年、ラチコフスキーはパリのオフラーナから更迭され、サンクトペテルブルクに戻っている。1935年、議定書が偽書であるか否かを争ったベルン裁判に証人として出廷した際も、彼女は同様の主張を繰り返した。